# Die Kette klirrt
Die Kette klirrt ist ein deutsches Stummfilmmelodram aus dem Jahre 1923 von Paul L. Stein mit Alfons Fryland und Ressel Orla in den Hauptrollen.

## Handlung
Paul Moran hat die Schuld für ein schweres Delikt seiner Liebsten Tilly auf sich genommen, sodass er nun auch für sie hinter Gittern wandern muss. Nach sechs Jahren wird er aus dem Gefängnis wieder entlassen. Doch daheim hat sich alles verändert: Seine Tilly ist in der Zwischenzeit die Ehefrau eines anderen, und seine Mutter ist gelähmt. Tilly erweist sich als eiskalt. Da nur er von der Wahrheit ihres Verbrechens weiß, verlangt sie von Paul, dass er sogleich die Stadt verlassen solle. Paul aber hat bereits schon einen guten und soliden Arbeitsplatz als Bergwerksingenieur gefunden. Tilly tut alles, um zu erreichen, dass man Paul feuert.
Ehe Paul seine sieben Sachen packen muss, kommt es zu einem Bergwerksunglück: Wasser bricht in großen Massen in die Stollen ein. Paul leitet die notwendigen Rettungsmaßnahmen. Danach aber, so hat sich Paul vorgenommen, will er mit der charakterlosen Tilly abrechnen. Die gütige und hilfsbereite Pflegerin seiner Mutter, Senta, weiht Paul in seinen Plan ein. Da Paul sich bei der Rettung der vom Wasser Eingeschlossenen besondere Verdienste erworben hat, nimmt der Bergwerksdirektor die von Tilly initiierte Kündigung zurück. Tilly sieht nun all ihre Fälle davonschwimmen und glaubt, dass ihre Untat von einst nunmehr auffliegen wird. Allmählich fällt sie dem Irrsinn anheim und gesteht in diesem Zustand ihre Schuld. Der voll rehabilitierte Paul und seine Senta können nun miteinander glücklich werden.

## Produktionsnotizen
Die Kette klirrt entstand wohl kurz vor dem Jahreswechsel 1922/23, passierte am 7. Februar 1923 die Zensur und erhielt Jugendverbot.  Die Premiere war am 13. März 1923 in Berlin. Der Fünfakter besaß eine Länge von 2062 Meter.
Die Filmbauten gestaltete Fritz Lederer.

## Kritiken
Im Kino-Journal hieß es: “Die äußerst spannende Handlung bietet ungeheuer viel des Sensationellen, so daß sich der Film als sehr zugkräftig erweisen wird.”
Die Villacher Zeitung sah in dem Film „ein ebenso spannendes wie ergreifendes Lebensbild.“